# Amathia alternata
Amathia alternata är en mossdjursart som beskrevs av Jean Vincent Félix Lamouroux 1816. Amathia alternata ingår i släktet Amathia och familjen Vesiculariidae.
Artens utbredningsområde är Mexikanska golfen. Inga underarter finns listade i Catalogue of Life.